# Формирование философии марксизма
«Формирование философии марксизма» — монография Т. И. Ойзермана, впервые опубликованная в 1962 году. Книга была подготовлена на основе курса лекций под тем же названием, который автор читал в 1947—1955 гг. студентам философского факультета МГУ.
По характеристике И.Т. Касавина, «этот труд отличался такой степенью основательности и новизны, что немедленно привлек к себе внимание не только отечественных, но и зарубежных специалистов»:35. Появились положительные рецензии в журналах «Коммунист» и «Вопросы философии».

Первое издание настоящей монографии вышло в свет в 1962 г. Автор не может пожаловаться на то, что его работа была обойдена вниманием специалистов и широкого круга читателей. Многочисленные рецензии в советской и зарубежной периодике, обсуждение поставленных в монографии вопросов в специальной историко-философской литературе, издание книги на ряде иностранных языков.
— ПРЕДИСЛОВИЕ КО ВТОРОМУ ИЗДАНИЮ
Книга была включена в учебные курсы в вузах и стала пособием при изучении становления марксизма. На кафедре философии и истории философии философского факультета Университета имени Я. А. Коменского книга используется в качестве рекомендуемой литературы при изучении понятия отчуждения в философии Карла Маркса. В 1965 году книге была присуждена Ломоносовская премия, а 2-е издание было удостоено Государственной премии СССР за 1983 год в составе цикла исследований формирования и развития философского учения К. Маркса:35. В 2001 году Т.И.Ойзерман опубликовал переработанную монографию 1962 г., назвав ее «Возникновение марксизма» (М.: Канон+, РООИ «Реабилитация», 2005).